# Гугол
Гуго́л (от англ. googol) — число, в десятичной системе счисления изображаемое единицей со 100 нулями:
10100 = 10 000 000 000 000 000 000 000 000 000 000 000 000 000 000 000 000 000 000 000 000 000 000 000 000 000 000 000 000 000 000 000 000 000.

## История термина
В 1938 году известный американский математик Эдвард Казнер гулял по парку с двумя своими племянниками и обсуждал с ними большие числа. В ходе разговора зашла речь о числе со ста нулями, у которого не было собственного названия. Один из племянников, девятилетний Милтон Сиротта, предложил назвать это число «гугол» (англ. googol). Также было предложено название ещё для одного числа: «гуголплекс», численно равного десяти в степени гугол. В 1940 году Эдвард Казнер совместно с Джеймсом Ньюманом написал научно-популярную книгу «Новые названия в математике» (англ. New Names in Mathematics), где и рассказал любителям математики о числах гугол и гуголплекс.

## Гугол как число
Как и все степени 10, гугол имеет только два простых делителя — 2 и 5. Общее количество целых делителей числа гугол превосходит 10 тыс.
Двоичное представление гугола состоит из 333 бит, из которых последние 100 цифр — нули:
0001 0010 0100 1001 1010 1101 0010 0101 1001 0100 1100 0011 0111 1100 1110 1011 0000 1011 0010 0111 1000 0100 1100 0100 1100 1110 0000 1011 1111 0011 1000 1010 1100 1110 0100 0000 1000 1110 0010 0001 0001 1010 0111 1100 1010 1010 1011 0010 0100 0011 0000 1000 1010 1000 0010 1110 1000 1111 0001 0000 0000 0000 0000 0000 0000 0000 0000 0000 0000 0000 0000 0000 0000 0000 0000 0000 0000 0000 0000 0000 0000 0000 0000 00002
Запись в шестнадцатеричной системе гугола состоит из 84 символов, из которых последние 25 цифр — нули:
1249 AD25 94C3 7CEB 0B27 84C4 CE0B F38A CE40 8E21 1A7C AAB2 4308 A82E 8F10 0000 0000 0000 0000 0000 000016
Гугол можно примерно оценить сверху как факториал 70, который превышает гугол примерно на 20 %:
70! = 11 978 571 669 969 891 796 072 783 721 689 098 736 458 938 142 546 425 857 555 362 864 628 009 582 789 845 319 680 000 000 000 000 000 ≈ 1,197857 × 10100
Используя официально принятую в России, США и в ряде других стран систему именования больших чисел, гугол можно назвать десять дуотригинтиллионов, этимология которого связана с латинским числительным 32 и означает, что необходимо (32 + 1) раз взять по 3 нуля — окончание «иллион».
Если использовать длинную шкалу, то гугол можно назвать десятью седециллиардами.

## Применение
Термин «гугол» не имеет серьёзного теоретического и практического значения. Казнер предложил его для того, чтобы проиллюстрировать разницу между невообразимо большим числом и бесконечностью, и с этой целью термин иногда используется при обучении математике.
Гугол больше, чем количество атомов в известной нам части Вселенной, которых, по разным оценкам, насчитывается от 1079 до 1081, что также ограничивает его применение.
Название компании Google является искажённым написанием слова «гугол» (англ. googol). Создатели известной поисковой машины хотели использовать термин «googol» в качестве названия, но при регистрации выяснилось, что такой домен уже занят. Многие интернет-сервисы компании Google имеют в обратной зоне DNS записи, оканчивающиеся суффиксом «1e100.net», что является вариантом написания числа «гугол» в экспоненциальной нотации (единица, умноженная на 10 в степени 100).
Слово «гугол» было ответом на призовой вопрос на 1 млн фунтов стерлингов 10 сентября 2001 года в британской телеигре «Who Wants to Be a Millionaire?». Ответ был дан верно, но участника позже уличили в мошенничестве.